# 공제사업
공제사업(共濟事業)이란 조합에서 조합원으로부터 받은 출자금을 자본으로 하여 조합원의 사고시에 공제금을 교부하여 돕는 사업으로 보험업과 유사하다.

## 판례
- 대법원 1995.3.28, 선고, 94다47094, 판결

보험금청구권에 대한 시효기간을 단축할 필요성에 있어서는 상호보험이나 주식회사 형태의 영리보험 간에 아무런 차이가 있을 수 없으므로, 단기시효에 관한 상법 제662조의 규정은 상법 제664조에 의하여 상호보험에도 준용된다고 보아야 할 것인데, 육운진흥법 제8조, 같은법시행령 제11조의 규정에 의하여 자동차운송사업조합이나 자동차운송사업조합연합회가 하는 공제사업은 비록 보험업법에 의한 보험사업은 아닐지라도 그 성질에 있어서 상호보험과 유사한 것이므로, 결국 공제사업에 가입한 자동차운수사업자가 공제사업자에 대하여 갖는 공제금청구권의 소멸시효에 관하여도 상법 제664조의 규정을 유추적용하여 상법 제662조의 단기소멸시효에 관한 규정을 준용하여야 할 것이다.

## 같이 보기
- 상조업